# جنیفر دیل
جنیفر دیل (انگلیسی: Jennifer Dale؛ زادهٔ ۱۶ ژانویهٔ ۱۹۵۶) بازیگر اهل کانادا است.
از فیلم‌ها یا برنامه‌های تلویزیونی که وی در آن نقش داشته است، می‌توان به کلاه لبه‌دار، آلفرد هیچکاک تقدیم می‌کند، منطقه نیمه‌روشن، شهر مرزی، مانک، کت‌شلواری‌ها، شتز کریک، نجات امید، مردان ایکس، به‌سوی جنوب، از منشأ ناشناخته و صداپیشگی در رزیدنت ایول ۲ اشاره کرد.